# 天崎愉梨
天崎 愉梨（あまさき ゆり、1997年8月7日 - ）は日本の女優。

## 略歴
北海道出身。中学生の頃、ハリウッド映画『インセプション』に出演していた渡辺謙に感銘を受け俳優の道を志す。
高校演劇を経て、専修大学へ入学と同時に上京。オスカープロモーションが運営するマルチタレント養成所を卒業したのち、大学のミスコンにて準グランプリ・DHC賞の２冠を受賞。その後、各大学のグランプリ・準グランプリが進出できるMiss of Miss Campus Queen Contest 2019 に出場し、東京での活動をスタートした。
稲垣吾郎がストーリーテラーを務めるフジテレビ番組『ほんとにあった怖い話 夏の特別編2022』(2022年8月20日放送)にて、高城れに（ももいろクローバーZ）主演のドラマ『憑けてくる』で生首のお化け役を演じ、一躍話題となった。「小さい頃から見てきた番組でお化け役を務められたことは一生の宝物」、「貞子役はいつか挑戦したい」とSNSでコメントしている。

## 出演

### テレビドラマ
- 2022年01月 TBSテレビ 金曜ドラマ『妻、小学生になる。』1・2話 - エキストラ
- 2022年04月 ABCテレビ『全力!クリーナーズ』（主演：HiHi Jets）1話 - 面接官 役
- 2022年04月 ひかりTV『ラブシェアリング』 - 女子高生 役
- 2022年06月 日本テレビ 木曜ナイトドラマ『探偵が早すぎる』8話 - 研究員 役
- 2022年07月 テレビ東京『警視庁強行犯係 樋口顕 Season2』1話（初回2時間スペシャル） - 刑事 役
- 2022年07月 フジテレビ 月9ドラマ『競争の番人』 - 国土交通省職員 役
- 2022年08月 日本テレビ『家庭教師のトラコ』 - エキストラ
- 2022年08月 フジテレビ 土曜プレミアム『ほんとにあった怖い話 夏の特別編2022』 「憑けてくる」（主演：高城れに〈ももいろクローバーZ〉） - 憑けてくる「それ」 役（生首の幽霊）
- 2022年10月 TBSテレビ 日曜劇場『アトムの童』1話 - 銀行窓口職員 役
- 2022年11月 TBSテレビ よるおびドラマ『差出人は、誰ですか?』- 荒川西高校生徒 役
- 2022年11月　テレビ朝日『ザ・トラベルナース』6話 - ストライキを起こす看護師 役
- 2023年01月 テレビ朝日『警視庁アウトサイダー』2話 - キャバ嬢 役
- 2023年01月 フジテレビ 月9ドラマ『女神の教室〜リーガル青春白書〜』1・2話 - 青南法科大学院生徒 役
- 2023年02月 テレビ東京『機捜235×強行犯係 樋口顕』2話 - 刑事 役

### 映画
- 2022年07月 三木孝浩 監督『今夜、世界からこの恋が消えても』 - 女子高生 役

### 舞台
- 2019年 『グッドノート』（作・演出：園田英樹、オメガ東京）[9]
- 2020年　劇団ドガドガプラス 第29回公演『色指南〜或る噺家の恋〜』（作・演出：望月六郎、浅草東洋館）[10]
- 2021年 下北沢アクターズ・ラボ14期卒業公演『黙読』（作・演出：加藤一浩（劇団東京乾電池））

## その他経歴
- 2018年 ミス専修コンテスト2018 - 準グランプリ・DHC賞 受賞
- 2019年 Miss of Miss Campus Queen Contest 2019 - 出場
- 2021年 「松竹JAPANグランプリ GIRLS CONTEST」主催：松竹エンタテインメント - 出場

松竹JAPANグランプリオーディションでは2次でMixChannel審査に参加し、3次審査で落選したとSNSにて報告していた。